# Bryndza

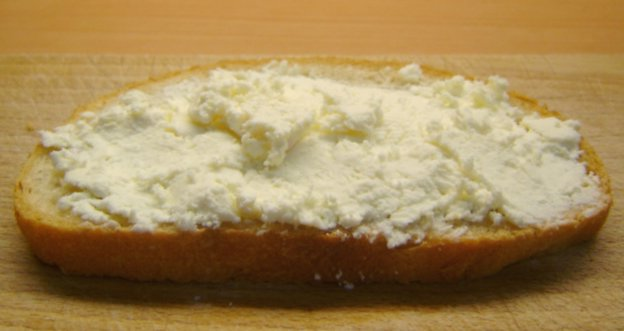
Formatge bryndza per untar.

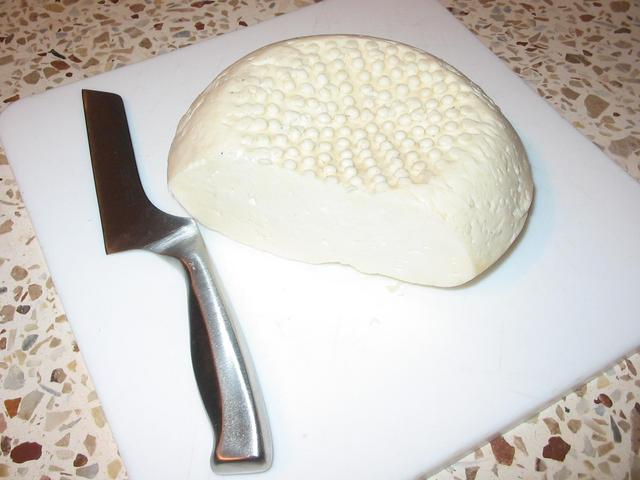
Bryndza originari dels Carpats.

Bryndza és un formatge elaborat a partir de llet d'ovella molt popular als Balcans, a l'est d'Àustria, Polònia, Romania, Rússia, Eslovàquia i Ucraïna.

## Història
Segurament prové del nord d'Eslovàquia, pels vlachs procedents del segle XIV fins al xvii. La primera referència escrita al bryndza a Eslovàquia apareix a finals del segle xv. És elaborat segons la recepta tradicional descrita pel mercader eslovac Ján Vagač, que fundà la primera factoria el 1787 a Detva.

## Elaboració
El procés per a l'elaboració d'aquest formatge és molt semblant a la del formatge quark. La llet d'ovella es deixa reposar en una mena de fusta. Després del procés, el material resultant conté prop de 40-50% de matèria grassa, 50-55% d'aigua i 2-3% de sal.